# Дейвид Ъркхарт
Дейвид Ъркхарт е шотландски дипломат, писател и политик, член на парламента от 1847 до 1852 година. Секретар е на английското посолство в Цариград от 1830 до 1837 година. Той също така e ранен популяризатор на турската баня в Обединеното кралство.

## Ранен живот
Ъркхарт е роден в Braelangwell, Кромърти, Шотландия, и е вторият син на Маргарет Хънтър и Дейвид Ъркхарт. Баща му умира, докато той е момче. Уркхарт получава образование под надзора на овдовялата си майка във Франция, Швейцария и Испания. Джеръми Бентам помага за образованието му.
Завръща се във Великобритания през 1821 г. и прекарва една „междинна година“, учейки се на земеделие и работейки в Кралския арсенал в Улуич. През 1822 г. посещава колежа Сейнт Джон в Оксфорд. Напуска го преди да да завърши, поради лошото си  гоздраве, и вместо това пътува до Източна Европа. Той никога не завършва класическата си степен, тъй като финансите на майка му се провалят.

## Кариера

### Гърция и Турция
През 1827 г. Уркхарт се присъединява към националистическата кауза и участва в Гръцката война за независимост. Сериозно наранен, той прекарва следващите няколко години в защита на гръцката кауза в писма до британското правителство, самореклама, която води до назначаването му през 1831 г. в мисията на сър Стратфорд Канинг в Истанбул за уреждане на границата между Гърция и Турция.
Основната роля на Уркхарт е да подхранва подкрепата на Коджа Мустафа Решид паша, интимен съветник на султан Махмуд II. Той се оказва все по-привлечен от турската цивилизация и култура, като се тревожи от заплахата от руска намеса в региона. Кампанията на Уркхарт, включително публикуването на „Турция и нейните ресурси“, завършва с назначаването му на търговска мисия в региона през 1833 г. Установява толкова близки отношения с правителството в Истанбул, че става откровен в призивите си за британска намеса от името на султана срещу Мохамед Али от Египет в опозиция на политиката на Канинг. Той е припомнен от Палмерстън точно когато публикува своя антимосковски памфлет „Англия, Франция, Русия и Турция“, което го довежда до конфликт с Ричард Кобдън.
През 1835 г. е назначен за секретар на посолството в Константинопол в Османската империя, но злополучен опит да се противодейства на руските агресивни планове в Черкезия, който заплашва да доведе до международна криза, отново води до отзоваването му през 1837 г.
Позицията на Ъркхарт е толкова агресивна антируска и протурска, че създава трудности за британската политика. През 30-те години на XIX век в Европа няма антируска коалиция, тепърва предстои да бъде създадена. Великобритания може внезапно да се окаже в ситуация на военен конфликт с Русия и при това сама. В резултат Уркхарт е отзован от Турция и конфликтът с Русия е решен чрез мирни преговори.
През 1835 г., преди да замине на Изток, той основава периодично издание, наречено „Портфолио“, и в първия брой отпечатва поредица от руски държавни вестници, които правят дълбоко впечатление. Уркхарт е също самопровъзгласилият се дизайнер на черкезкото национално знаме (което е прието като знаме на Адигея през 1992 г.).
По-късно Уркхарт публично обвинява Палмерстън, ръководителят на британската външна политика, че е бил подкупен от Русия. Този възглед непрекъснато се пропагандира в лондонските списания, които издава. Сред редовните автори на публикациите му е Карл Маркс, който напълно подкрепя възгледите на Уркхарт за Палмерстън. Лично Карл Маркс, в кореспонденция с приятеля си Енгелс, смята Уркхарт за „форма на маниак“ в обвиненията си срещу Палмерстън и преклонението пред турците.
През 1838 г. Уркхарт публикува книгата Spirit of the East, където разглежда Турция и Гърция, като същевременно черпи от работа, извършена преди това от Артър Лъмли Дейвидс.

### Политика
От 1847 до 1852 г. той седи в парламента като член на Стафорд и води енергична кампания срещу външната политика на лорд Палмерстън. Противник е на налагането на санитарна реформа и яростно се противопоставя на приемането на Закона за общественото здраве от 1848 г.
Действието на Обединеното кралство в Кримската война провокира възмутени протести от страна на Ъркхарт, който твърди, че Турция е в състояние да води собствените си битки без помощта на други сили. За да атакува правителството, той организира „комитети по външни работи“, които стават известни като Urquhartite, в цялата страна, а през 1856 г. (с финанси от железния майстор Джордж Краушей) става собственик на Free Press (преименуван на Diplomatic Review през 1866 г.), който включва в сътрудниците си социалиста Карл Маркс. През 1860 г. Ъркхарт публикува книгата си за Ливан.

### За българите
За етническата територия на българите и тяхното положение в Османската империя Ъркхарт пише (1833):
„Онази част от българите, които са приели исляма, обитаваха планинските и по-отдалечените части на страната. Тези, които поддържаха вярата си, населяваха равнините на Македония, Епирос, България и Тракия в съседство с Манастир, Салоник, Йоанина, Ниса, София, Филипополис, Адрианопол и самия Константинопол, и следователно бяха силно подчинени и подложени на непрекъснато подтисничество. Сред тях, както вече по-горе описах, се беше породила системата на общините поради пълната неспособност да се противопоставят на турския натиск“.
За физическия тип и характера на българите той отбелязва:
„Българите са земеделски, трудолюбив народ“ <...> „Българите са снажни, яки, търпеливи, упорити хора с примитивни добродетели <...> Българките са високи и красиви, с малки ръце и крака; най-красивата раса, която съм видял в Турция“.

### Личен живот
През 1854 г. Уркхарт се жени за Хариет Анджелина Фортескю, англо-ирландска аристократка. Двойката има две дъщери и трима сина, включително Франсис Фортескю Уркхарт. Хариет участва в работата на Уркхарт и написа множество статии за Diplomatic Review с подписа Каритас. Тя умира през 1889 г.
Уркхарт въвежда турските бани във Великобритания. Той препоръчва използването им в книгата си „Херкулесовите стълбове“ (1850), която привлича вниманието на ирландския лекар Ричард Бартър. След това Бартър ги въвежда в своята система за хидропатия в Бларни, графство Корк. Турските бани на Jermyn Street 76 я Лондон са построени под ръководството на Уркхарт.
От 1864 г. Уркхарт живее в Кларан Швейцария до Женевското езеро поради здравето си. Там той посвещава енергията си на насърчаване на изучаването на международното право. Умира през 1877 г. и е погребан в Кларан.